# Онана, Амаду
Амаду́ Зён Жорж Ба Мвом Онана́ (фр. Amadou Zeund Georges Ba Mvom Onana; 16 августа 2001 года, Дакар, Сенегал) — бельгийский футболист, выступающий на позиции опорного полузащитника. Игрок клуба «Астон Вилла» и национальной сборной Бельгии. Участник чемпионата мира 2022 и чемпионата Европы 2024.

## Ранние годы
Амаду Онана родился в Дакаре и начал играть в футбол на улицах столицы Сенегала в возрасте 2-3 лет. В 11 лет начал заниматься в академии брюссельского «Андерлехта»: в Бельгии жил отец футболиста, которого он часто навещал, однако постоянным местом жительства Онана всё ещё оставался Дакар, что было препятствием для развития карьеры в «Андерлехте». В 2013 году перебрался в клуб «РУС Брюссель», а ещё спустя два года в «Зюлте-Варегем». До 15 лет также занимался баскетболом, однако позже остановил свой выбор на футболе.
Летом 2017 года присоединился к немецкому клубу «Хоффенхайм», где выступал сначала за команду возрастной категории до 17 лет, а затем за команду до 19 лет.

## Клубная карьера

### «Гамбург»
Зимой 2020 года Онана на правах свободного агента перешёл в другой немецкий клуб — «Гамбург», с которым подписал свой первый профессиональный контракт до 2024 года.
Дебютировал за новый клуб 14 сентября 2020 года, выйдя на замену в матче Кубка Германии против дрезденского «Динамо» (1:4) на 60 минуте. Онана забил гол на 89 минуте, который стал единственным для «Гамбурга» в матче. В сезоне 2020/21 быстро сумел завоевать место в основном составе «Гамбурга» и стал одним из открытий сезона во Второй Бундеслиге.

### «Лилль»
5 августа 2021 года Онана перешёл в французский «Лилль», который на тот момент был действующим чемпионом Франции. По сообщениям СМИ, сумма трансфера полузащитника составила 9 миллионов евро. Футболист подписал с «догами» контракт до 2026 года.

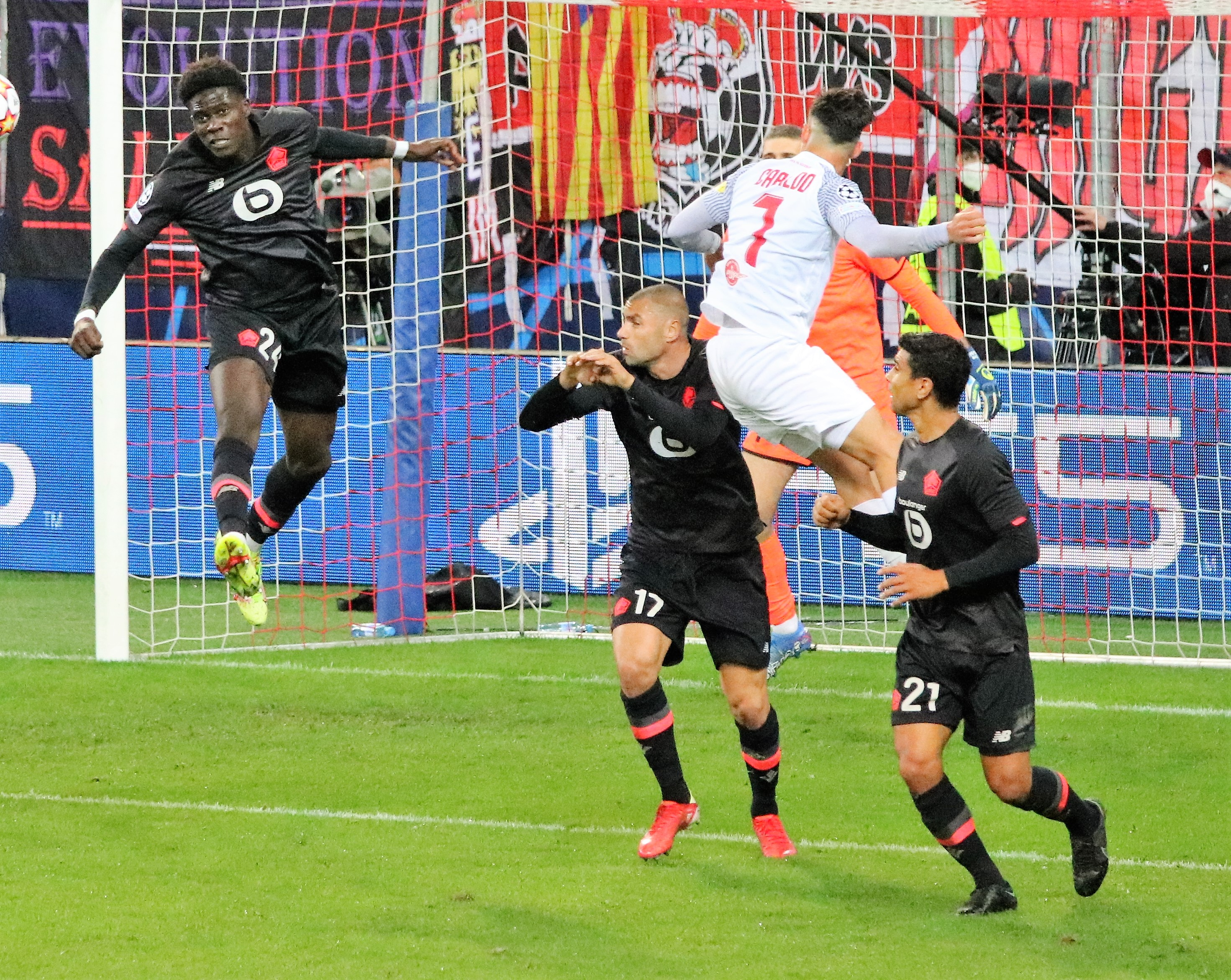
Амаду Онана с партнёрами по команде в матче против «Зальцбурга», 29 сентября 2021 года

Дебютировал за «Лилль» 14 августа 2021 года в матче чемпионата Франции против «Ниццы» (0:4), выйдя на замену на 65-й минуте вместо Юсуфа Языджи. 14 сентября 2021 года состоялся дебют футболиста в Лиге чемпионов. Это случилось в поединке против «Вольфсбурга», когда Онана вышел на замену Шеке на 83-й минуте матча. 19 марта 2022 года забил свой первый гол за «Лилль» в победном матче против «Нанта» (1:0). Всего же в сезоне 2021/22 принял участие в 32 матчах «догов» в чемпионате Франции: в основном футболист выходил на замену по ходу игр, однако ближе к концу сезона стал чаще появляться в стартовом составе команды.

### «Эвертон»
9 августа 2022 года о переходе Амаду Онана официально объявил английский футбольный клуб «Эвертон». Футболист подписал с новым клубом контракт сроком до 2027 года и выбрал 8-й игровой номер. Сумма сделки официально не объявлялась. По сообщениям СМИ, без учёта возможных бонусов переход полузащитника обошёлся мерсисайдскому клубу примерно в 30 миллионов евро.
Уже через 4 дня после трансфера, Онана дебютировал во 2 туре Премьер-лиги, выйдя на замену на 81 минуте при счёте 1:0 в пользу «Астон Виллы». Он заменил Демарая Грея. После его выхода обе команды забили по мячу. Итоговый счёт был 2:1 в пользу «Виллы». Несмотря на то, что Онана был на поле всего 9 минут, он был очень активен. Второй гол «Астон Виллы» был забит после его потери в центре поля, однако именно после его прохода в штрафную и прострела, Люка Динь срезал мяч в свои ворота, «подарив» «Эвертону» первый гол в сезоне. 23 августа Онана впервые вышел в стартовом составе «ирисок», он сыграл полный матч в Кубке Английской лиги против «Флитвуд Таун». Через 4 дня он также впервые попал в основной состав команды на матч Премьер-лиги против «Брентфорда».
14 января 2023 года Онана забил свой первый гол за «Эвертон» в матче Премьер-лиги против «Саутгемптона». Этот гол оказался для «ирисок» единственным в игре, а команда в итоге проиграла.

### «Астон Вилла»
22 июля 2024 года Онана перешёл в клуб «Астон Вилла», с которым подписал контракт на 5 лет. 17 августа 2024 года Амаду дебютировал за новую команду, выйдя в стартовом составе на матч Премьер-лиги против «Вест Хэм Юнайтед». Он также забил свой первый гол за «львов», который оказался победным.

## Карьера в сборной
Амаду Онана выступал за молодёжные сборные Бельгии возрастом до 17, 18, 19 лет, а также до 21 года. 18 мая 2022 года был вызван в основную сборную Бельгии для участия в матчах Лиги наций против сборных Нидерландов, Польши и Уэльса. 3 июня 2022 года в матче против Нидерландов состоялся дебют полузащитника в составе национальной команды.
10 ноября 2022 года был включён в официальную заявку сборной Бельгии для участия в матчах чемпионата мира 2022 года в Катаре. 23 ноября дебютировал на чемпионате мира, выйдя на замену в перерыве матча первого тура группового этапа против сборной Канады (1:0).

## Статистика выступлений

### Клубная
| Выступление      | Выступление      | Выступление      | Лига | Лига | Кубок | Кубок | Кубок лиги | Кубок лиги | Еврокубки | Еврокубки | Итого | Итого |
| Клуб             | Лига             | Сезон            | Игры | Голы | Игры  | Голы  | Игры       | Голы       | Игры      | Голы      | Игры  | Голы  |
| ---------------- | ---------------- | ---------------- | ---- | ---- | ----- | ----- | ---------- | ---------- | --------- | --------- | ----- | ----- |
| Гамбург          | Бундеслига 2     | 2020/21          | 25   | 2    | 1     | 1     | —          | —          | —         | —         | 26    | 3     |
| Гамбург          | Итого            | Итого            | 25   | 2    | 1     | 1     | —          | —          | —         | —         | 26    | 3     |
| Лилль            | Лига 1           | 2021/22          | 32   | 1    | 2     | 2     | —          | —          | 8         | 0         | 42    | 3     |
| Лилль            | Итого            | Итого            | 32   | 1    | 2     | 2     | —          | —          | 8         | 0         | 42    | 3     |
| Эвертон          | Премьер-лига     | 2022/23          | 33   | 1    | 1     | 0     | 1          | 0          | —         | —         | 35    | 1     |
| Эвертон          | Премьер-лига     | 2023/24          | 30   | 2    | 3     | 0     | 4          | 1          | —         | —         | 37    | 3     |
| Эвертон          | Итого            | Итого            | 63   | 3    | 4     | 0     | 5          | 1          | —         | —         | 72    | 4     |
| Астон Вилла      | Премьер-лига     | 2024/25          | 26   | 3    | 2     | 1     | 1          | 0          | 5         | 1         | 34    | 5     |
| Астон Вилла      | Итого            | Итого            | 26   | 3    | 2     | 1     | 1          | 0          | 5         | 1         | 34    | 5     |
| Всего за карьеру | Всего за карьеру | Всего за карьеру | 146  | 9    | 9     | 4     | 6          | 1          | 13        | 1         | 174   | 15    |

### Международная
| Сборная          | Сезон            | Товарищеские | Товарищеские | Официальные | Официальные | Итого | Итого |
| Сборная          | Сезон            | Игры         | Голы         | Игры        | Голы        | Игры  | Голы  |
| ---------------- | ---------------- | ------------ | ------------ | ----------- | ----------- | ----- | ----- |
| Бельгия          |                  |              |              |             |             |       |       |
| 2022             | 0                | 0            | 4            | 0           | 4           | 0     |       |
| 2023             | 1                | 0            | 4            | 0           | 5           | 0     |       |
| 2024             | 4                | 0            | 7            | 0           | 11          | 0     |       |
| 2025             | 0                | 0            | 2            | 0           | 2           | 0     |       |
| Всего за карьеру | Всего за карьеру | 5            | 0            | 17          | 0           | 22    | 0     |

### Матчи за сборную
| №  | Дата             | Оппонент           | Счёт | Голы | Карточки                      | Минуты | Соревнование              |
| -- | ---------------- | ------------------ | ---- | ---- | ----------------------------- | ------ | ------------------------- |
| 1  | 3 июня 2022      | Нидерланды         | 1:4  | —    | —                             | 45'    | Лига наций УЕФА 2022/2023 |
| 2  | 25 сентября 2022 | Нидерланды         | 0:1  | —    | —                             | 75'    | Лига наций УЕФА 2022/2023 |
| 3  | 23 ноября 2022   | Канада             | 1:0  | —    | Предупреждён                  | 45'    | Финальные матчи ЧМ 2022   |
| 4  | 27 ноября 2022   | Марокко            | 0:2  | —    | Предупреждён                  | 60'    | Финальные матчи ЧМ 2022   |
| 5  | 24 марта 2023    | Швеция             | 3:0  | —    | —                             | 90'    | Отборочные матчи ЧЕ 2024  |
| 6  | 28 марта 2023    | Германия           | 3:2  | —    | Предупреждён                  | 90'    | Товарищеский матч         |
| 7  | 9 сентября 2023  | Азербайджан        | 1:0  | —    | —                             | 90'    | Отборочные матчи ЧЕ 2024  |
| 8  | 12 сентября 2023 | Эстония            | 5:0  | —    | —                             | 90'    | Отборочные матчи ЧЕ 2024  |
| 9  | 13 октября 2023  | Австрия            | 3:2  | —    | Yellow card · Yellow-red card | 78'    | Отборочные матчи ЧЕ 2024  |
| 10 | 23 марта 2024    | Ирландия           | 0:0  | —    | —                             | 26'    | Товарищеский матч         |
| 11 | 26 марта 2024    | Англия             | 2:2  | —    | —                             | 90'    | Товарищеский матч         |
| 12 | 5 июня 2024      | Черногория         | 2:0  | —    | —                             | 45'    | Товарищеский матч         |
| 13 | 8 июня 2024      | Люксембург         | 3:0  | —    | —                             | 65'    | Товарищеский матч         |
| 14 | 17 июня 2024     | Словакия           | 0:1  | —    | —                             | 90'    | Финальные матчи ЧЕ 2024   |
| 15 | 22 июня 2024     | Румыния            | 2:0  | —    | —                             | 90'    | Финальные матчи ЧЕ 2024   |
| 16 | 26 июня 2024     | Украина            | 0:0  | —    | —                             | 90'    | Финальные матчи ЧЕ 2024   |
| 17 | 1 июля 2024      | Франция            | 0:1  | —    | —                             | 90'    | Финальные матчи ЧЕ 2024   |
| 18 | 6 сентября 2024  | Израиль            | 3:1  | —    | —                             | 90'    | Лига наций УЕФА 2024/2025 |
| 19 | 9 сентября 2024  | Франция            | 0:2  | —    | —                             | 90'    | Лига наций УЕФА 2024/2025 |
| 20 | 14 ноября 2024   | Италия             | 0:1  | —    | Предупреждён                  | 90'    | Лига наций УЕФА 2024/2025 |
| 21 | 6 июня 2025      | Северная Македония | 1:1  | —    | —                             | 33'    | Отборочные матчи ЧМ 2026  |
| 22 | 9 июня 2025      | Уэльс              | 4:3  | —    | —                             | 90'    | Отборочные матчи ЧМ 2026  |

Итого: 22 матча / 0 голов; 11 побед, 4 ничьи, 7 поражений.